# 石渡真維
石渡 真維（いしわたり　まい、1977年生 -）は日本の弁護士。 城山タワー法律事務所パートナー弁護士。 IT企業であるココネ株式会社の取締役 CLO（Chief Legal officer）であり、Cocone Education株式会社の代表取締役。 
またカカオピッコマ株式会社の社外取締役等にも就任している。

## 概略・人物
山梨県出身。上智大学法学部卒業。2000年、23歳の時に司法試験に合格。2002年9月司法研修所卒業（第55期）。
同年10月弁護士登録し、以後日本国内の法律事務所のほか、途中、シンガポールの大手法律事務所であるラジャ・タン法律事務所において外国法弁護士としても活躍（２０１４年に帰国）。
また、弁護士活動のかたわら桐蔭横浜大学法科大学院客員教授と國學院大學法科大学院講師を務めた。
主に、企業法務や一般民事を取り扱うが、２０１４年以後は企業内において経営に携わる活動が多い。 
2007年から2011年まで「行列のできる法律相談所」に出演した。 
2011年2月に一般男性と結婚。夫のシンガポール転勤に伴い2011年7月で「行列のできる法律相談所」を降板。 
活動拠点をシンガポールへ移しラジャ・タン法律事務所へ移籍。 
シンガポールと日本を行き来しながら、日本企業のシンガポール投資と、シンガポールを経由したミャンマー投資に関する法務に従事。 10年を越える弁護士経験を経て、2014年帰国後、IT企業であるココネ株式会社に入社。
2014年、同社の取締役に就任。 事業部長等を経験の上、現在バックオフィス統括取締役。 
2017年より、ココネ株式会社の子会社である、Cocone Education株式会社の代表取締役にも就任。 
2017年4月に開園したインターナショナルモンテッソーリミライキンダーガーテン（International Montessori Mirai Kindargarten）の経営を担当している。 
2021年漫画アプリ「ピッコマ」を運営する株式会社カカオピッコマの社外取締役に就任。

## 来歴
上智大学法学部法律学科 卒業 
2000年　司法試験に合格 
2002年9月　司法研修所卒業（第55期） 
2002年10月 　弁護士登録(第55期) 
2014年 8月　ココネ株式会社 執行役員に就任　　　　　　
　　　　　　ケネディクス商業リート投資法人　監査役員 
2016年　ココネ株式会社 取締役 
2017年　Cocone Education株式会社　代表取締役 （現任） 
2022年　ココネ株式会社 取締役 CLO（Chief Legal officer）（現任）

## 出演番組
- 行列のできる法律相談所（日本テレビ系、丸山和也・菊地幸夫不在時のピンチヒッターとして不定期出演）。
- おもいッきりDON!（日本テレビ系、2009年10月6日、ゲストコメンテーター） その他多数

## その他の出演作品

### テレビゲーム
- 行列のできる法律相談所（ニンテンドーDS、バンダイナムコゲームス・バンダイレーベル）

## 著書
- 『企業責任の法律実務』（新日本法規出版）
- 『特殊担保保証の実務』（新日本法規出版）共著
- 『製造物責任・企業賠償責任Q&A』（第一法規）共著
- 『契約書式文例集』（かんき出版）共著
- 『会社の法律が何でも分かる本』（日本実業出版）

## インタビュー・記事
- 「ポケコロ」「猫のニャッホ」のココネに聞く“暮らすような会社”が生み出す効果

- 「#こっちがホント」着せ替えアプリ『ポケコロ』が女性の本音に注目したワケ
- 着せ替えアプリ「ポケコロ」：アバター文化とファッションの新たな交差点
- 科学的根拠をもとに「感性」をカタチにする
- ココネ300人増員計画 グローバル・メタバース戦線にココネ的「感性」で挑戦する
- 250万人の女性がハマり中！売上上位のアバターアプリ『ポケコロ』の秘密に迫る！
- ゲーム会社のユニークな福利厚生を紹介(4) ココネの社内トレーニングジム…社会に役立つ会社になるには社員も心身ともに健康的に働く必要がある